# سینوس (ریاضیات)
سینوس (به فرانسوی: Sinus) نوعی تابع مثلثاتی برای یک زاویه است.

## نامگذاری
نام سینوس از واژه سانسکریت جیوا گرفته شده‌است. این واژه در عربی، به جیب تبدیل شد و پس از ترجمهٔ متون عربی به لاتین، مترجمان که آن را به اشتباه، جَیب (به معنی گریبان، سینه) خوانده بودند، این واژه را به سینوس (به معنی سینه، بغل) برگرداندند.

## تعریف

مثلث ABC

در مثلث قائم‌الزاویه نسبت ضلع مقابل هر زاویه تند به وتر را سینوس آن زاویه می‌نامند.
سینوس را در متن‌های عربی و فارسی قدیم «جَیب» می‌نامیدند.

طبق تعریف بالا در مثلث قائم‌الزاویه روبرو داریم:

{\displaystyle \sin A={\frac {BC}{AC}}} و {\displaystyle \sin C={\frac {AB}{AC}}}

## تغییرات سینوس
اگر در دایره مثلثاتی از زاویهٔ صفر شروع کرده و یک دور کامل در جهت مثلثاتی (خلاف حرکت عقربه ساعت) بگردیم، تغییرات سینوس بدین صورت خواهد بود:

تابع سینوس x

| {\displaystyle \theta } اندازه کمان | {\displaystyle 0} | {\displaystyle \nearrow } | {\displaystyle {\frac {\pi }{2}}} | {\displaystyle \nearrow } | {\displaystyle \pi } | {\displaystyle \nearrow } | {\displaystyle {\frac {3\pi }{2}}} | {\displaystyle \nearrow } | {\displaystyle 2\pi } |
| {\displaystyle \sin \theta }        | 0                 | {\displaystyle \nearrow } | 1                                 | {\displaystyle \searrow } | 0                    | {\displaystyle \searrow } | -1                                 | {\displaystyle \nearrow } | 0                     |

## تابع سینوس
تابع سینوس تابعی است که زاویه را به عنوان متغیر می‌پذیرد و سینوس زاویه را برمی‌گرداند. دامنه این تابع اعداد حقیقی بوده و برد آن بازهٔ {\displaystyle [-1,1]} است. شکل تابع {\displaystyle f(x)=\sin(x)} گویاست که این تابع متناوب و فرد بوده و دوره تناوب آن {\displaystyle 2\pi } است.